# Отвил (Ивлен)
Отвил (фр. Hauteville) је насељено место у Француској у региону Париски регион, у департману Ивлен.
По подацима из 2011. године у општини је живело 175 становника, а густина насељености је износила 36,01 становника/km².

## Демографија
| 1962. | 1968. | 1975. | 1982. | 1990. | 2011. |
| ----- | ----- | ----- | ----- | ----- | ----- |
| 118   | 138   | 137   | 169   | 157   | 175   |